# Syl Johnson

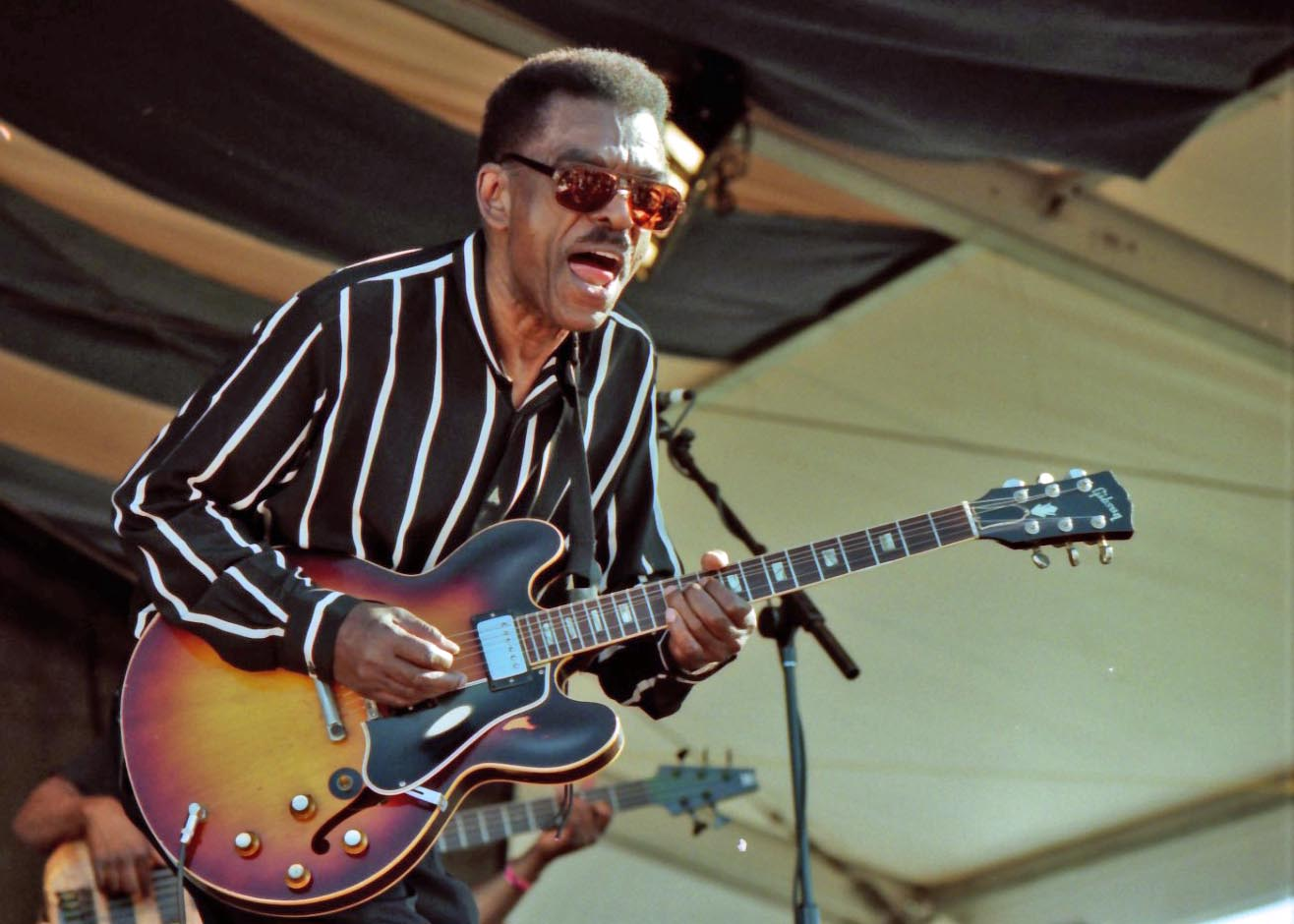
Syl Johnson

Syl Johnson (eigentlich Sylvester Thompson, * 1. Juli 1936 in Holy Springs, Mississippi; † 6. Februar 2022 in Mableton, Georgia) war ein US-amerikanischer Musiker (Gesang, Gitarre, Harmonika) des Chicago Blues, Soul und Rhythm and Blues.

## Leben und Wirken
Syl Johnson, ein Bruder des Bassisten Mac Thompson und des Gitarristen und Sängers Jimmy Johnson, arbeitete in den 1950er-Jahren in Chicago u. a. mit Magic Sam, Billy Boy Arnold und Junior Wells; 1959 entstanden Aufnahmen mit Jimmy Reed für Vee-Jay Records. Im selben Jahr legte er ein erstes Album unter eigenem Namen bei Federal Records vor. Von 1959 bis 1962 tourte er mit Howlin’ Wolf; anschließend nahm ihn Willie Mitchell für das lokale Label Hi Records unter Vertrag. Um 1970 nahm Johnson für Twilight und Hi auf; einen Hit hatte er mit „Come on Sock It to Me“, einer Auskopplung aus dem Album Is It Because I'm Black (Twilight, 1970). Erfolg hatte er in diesem Jahrzehnt auch mit den Titeln Is It Because I'm Black? und Take Me to the River (1975), der #7 der R&B Charts erreichte und Johnsons größter Erfolg war. In späteren Jahren nahm er noch für die Label Shama und Boardwalk auf. 2002 nahm er mit seinem Bruder Jimmy Two Johnsons Are Better Than One auf. Johnson betätigte sich außerdem als Musikproduzent (u. a. von Otis Clays „Hard Working Woman“). Er starb Anfang Februar 2022 in seinem Zuhause im Alter von 85 Jahren an den Folgen einer Herzinsuffizienz.

## Diskografie

### Alben
| Jahr | Titel                         | Höchstplatzierung, Gesamtwochen, AuszeichnungChartsChartplatzierungen (Jahr, Titel, Platzierungen, Wochen, Auszeichnungen, Anmerkungen) | Anmerkungen |
| Jahr | Titel                         | R&B | Anmerkungen |
| ---- | ----------------------------- | --- | ----------- |
| 1974 | Back For A Taste Of Your Love | R&B19 (13 Wo.)R&B | Hi          |
| 1976 | Total Explosion               | R&B56 (2 Wo.)R&B | Hi          |

Weitere Alben
- 1968: Dresses Too Short (Twinight)
- 1970: Is It Because I’m Black? (Twinight)
- 1974: Diamond in the Rough (Hi)
- 1979: Uptown Shakedown (Hi)
- 1980: Bring Out The Blues In Me (Shama)
- 1982: Ms. Fine Brown Frame (Boardwalk)
- 1983: Suicide Blues (Isabel)
- 1988: Foxy Brown, Volume 1, December 1988 (Shama)
- 1994: Back in the Game (Delmark Records)
- 1995: This Time Together by Father and Daughter (Twinight) mit Syleena Johnson
- 1995: Bridge to a Legacy (Antone’s)
- 1999: Talkin’ About Chicago (Delmark)
- 2000: Hands of Time (Hep' Me Records)
- 2002: Two Johnsons are Better Than One (Evangeline) with Jimmy Johnson
- 2003: Straight Up (P-Vine PCD-25004, Japan)
- 2013: Syl Johnson With Melody Whittle, featuring Syleena Johnson (Twinight 4086-CD2)

### Kompilationen
- 2000: The Complete Syl Johnson on Hi Records
- 2010: Syl Johnson: Complete Mythology
- 2012: Backbeats Artists Series: Syl Johnson: Mississippi Mainman

### Singles
| Jahr | Titel Album                                                 | Höchstplatzierung, Gesamtwochen, AuszeichnungChartplatzierungen (Jahr, Titel, Album, Platzierungen, Wochen, Auszeichnungen, Anmerkungen) | Höchstplatzierung, Gesamtwochen, AuszeichnungChartplatzierungen (Jahr, Titel, Album, Platzierungen, Wochen, Auszeichnungen, Anmerkungen) | Anmerkungen |
| Jahr | Titel Album                                                 | US | R&B | Anmerkungen |
| ---- | ----------------------------------------------------------- | --- | --- | ----------- |
| 1967 | Come On Sock It to Me Dresses Too Short                     | US97 (3 Wo.)US | R&B12 (12 Wo.)R&B |             |
| 1967 | Different Strokes Dresses Too Short                         | US95 (2 Wo.)US | R&B17 (10 Wo.)R&B |             |
| 1968 | Dresses Too Short                                           | — | R&B36 (9 Wo.)R&B |             |
| 1969 | Is It Because I’m Black                                     | US68 (6 Wo.)US | R&B11 (14 Wo.)R&B |             |
| 1970 | Concrete Reservation Is It Because I’m Black                | — | R&B29 (7 Wo.)R&B |             |
| 1970 | One Way Ticket to Nowhere                                   | — | R&B24 (9 Wo.)R&B |             |
| 1971 | Get Ready                                                   | — | R&B34 (5 Wo.)R&B |             |
| 1972 | The Love You Left Behind Back For a Taste of Your Love      | — | R&B43 (3 Wo.)R&B |             |
| 1972 | We Did It Back For a Taste of Your Love                     | US95 (3 Wo.)US | R&B23 (16 Wo.)R&B |             |
| 1973 | Back for a Taste of Your Love Back For a Taste of Your Love | US72 (6 Wo.)US | R&B16 (14 Wo.)R&B |             |
| 1974 | I’m Yours Back For a Taste of Your Love                     | — | R&B68 (6 Wo.)R&B |             |
| 1974 | Let Yourself Go Diamond In The Rough                        | — | R&B54 (8 Wo.)R&B |             |
| 1974 | I Want to Take You Home (to See Mama) Diamond In The Rough  | — | R&B40 (13 Wo.)R&B |             |
| 1975 | Take Me to the River Total Explosion                        | US48 (7 Wo.)US | R&B7 (18 Wo.)R&B |             |
| 1975 | I Only Have Love Total Explosion                            | — | R&B15 (14 Wo.)R&B |             |
| 1976 | Star Bright, Star Lite Total Explosion                      | — | R&B89 (4 Wo.)R&B |             |
| 1976 | Bout to Make Me Leave Home Total Explosion                  | — | R&B94 (4 Wo.)R&B |             |
| 1977 | Goodie-Goodie-Good Times                                    | — | R&B93 (4 Wo.)R&B |             |
| 1982 | Ms. Fine Brown Frame                                        | — | R&B60 (9 Wo.)R&B |             |